# Koleno
Koleno (ijek. koljeno) jeste zglob koji spaja butine sa potkolenicom i sastoji se od dve artikulacije: jedna između femura i tibije i jedna između femura i patele.
Koleno je najveći zglob u ljudskom telu i veoma je komplikovan. Koleno je pokretni troho-ginglimus, koji omogućava  savijanje i istezanje, kao i blagu medijalnu i lateralnu rotaciju.
Koleno je složen zglob koji čine femur, tibia i patella i obrazuju dva zgloba: articulatio femorotibialis i articulatio femoropatellaris.

## Spoljašnje veze
Mediji vezani za članak Koleno na Vikimedijinoj ostavi